# Fernando Carlos Rodríguez
Fernando Carlos Rodríguez Pérez, né le 28 mai 1946, est un homme politique espagnol membre du Parti populaire.

## Biographie

### Vie privée
Il est veuf et père d'une fille.

### Carrière politique
Il est député au Parlement de Galice de 1985 à 2001.
Le 12 juillet 2016, il est désigné sénateur par le Parlement de Galice en représentation de la Galice.